# مانويل كانيت
مانويل كانيت (بالإسبانية: Manuel Cañete)‏ هو صحفي وكاتب وشاعر إسباني، ولد في 1822 في إشبيلية في إسبانيا، وتوفي في 1891 في مدريد في إسبانيا.